# Haplochromis barbarae
Haplochromis barbarae је зракоперка из реда Perciformes.

## Угроженост
Ова врста се сматра угроженом.

## Распрострањење
Ареал врсте је ограничен на мањи број држава. 
Врста је присутна у Кенији, Танзанији и Уганди.

## Станиште
Станишта врсте су мочварна подручја и слатководна подручја.